# Suck
Suck es una película canadiense de 2009 dirigida por Rob Stefaniuk y protagonizada por Malcolm McDowell y Jessica Paré. Cuenta con las actuaciones de los reconocidos músicos Alice Cooper, Iggy Pop, Henry Rollins y Alex Lifeson.

## Sinopsis
La película sigue a una banda de rock fallida llamada Winners mientras recorren Canadá y Estados Unidos. Después de que Jennifer, integrante de la banda, se convierte en vampiro, la banda gana rápidamente seguidores de groupies atraídas por su nueva belleza. A medida que su infamia crece, el cazador de vampiros Eddie Van Helsing descubre que Jennifer es un vampiro y jura perseguirla. Durante la gira, los miembros de la banda se convierten en vampiros, uno por uno. Aunque la banda continúa creciendo en popularidad, Joey, miembro de la banda, pierde interés en el estilo de vida de los vampiros y finalmente convence a Jennifer de que deben volver a ser humanos. Después de un breve altercado, Eddie acepta ayudar a la banda al escuchar sus planes para convertirse en humanos. Localizan a Queenie, el vampiro que convirtió a Jennifer, con la intención de matarlo. Durante la pelea, Queenie casi mata a Eddie, antes de que Joey lo apuñale en el corazón. Los miembros de la banda se vuelven humanos de nuevo como resultado de su muerte, y felizmente regresan a casa. Seis meses después, Joey y Jennifer se muestran aburridos con sus vidas humanas en los suburbios. Se les acercó un barman que había servido previamente en sus conciertos; se revela a sí mismo como una entidad más poderosa incluso que Queenie (lo que implica que el barman es el mismo Satanás) y les ofrece la oportunidad de ser aún más poderosos y famosos que los vampiros. Se da a entender que Joey y Jennifer aceptan la oferta, a pesar del caos causado durante su tiempo como vampiros.

## Reparto
- Rob Stefaniuk es Joey Winner.
- Jessica Paré es Jennifer.
- Iggy Pop es Victor.
- Alice Cooper es el barman.
- Malcolm McDowell es Eddie Van Helsing.
- Dave Foley es Jeff.
- Moby es Beef Bellows.
- Henry Rollins es Rockin' Roger.
- Alex Lifeson es el guardia.
- Danny Smith es Jerry.
- Paul Anthony es Tyler.
- Mike Lobel es Sam.
- Nicole de Boer es Susan.
- Chris Ratz es Hugo.
- Dimitri Coats es Queenie.
- Barbara Mamabolo es Danielle.